# Karl Kruszelnicki
Karl Kruszelnicki (20 de março de 1948), muitas vezes chamado de "Dr Karl", é um conhecido popularizador e comunicador de ciência australiano, conhecido como comentador de ciência na rádio e na televisão australiana.  Ele também é autor de vários livros científicos.